# Doké
Doké  è una città e sottoprefettura della Costa d'Avorio appartenente al dipartimento di Bloléquin. Conta una popolazione di 13 357 abitanti (censimento 2014).